# Mordechai Vanunu
Mordechai Vanunu (in ebraico מרדכי ואנונו‎? , in arabo مردخاي فعنونو‎?, anche noto con il nome di battesimo cristiano John Crossman; Marrakech, 13 ottobre 1954) è un attivista ed ex tecnico nucleare israeliano di origine ebraico-marocchina, noto per aver rivelato l'esistenza delle armi nucleari segrete dello Stato di Israele. In seguito alle rivelazioni, agenti israeliani lo rapirono in Italia, lo drogarono e lo trasportarono in Israele, dove una corte lo processò in segreto con accuse di tradimento e spionaggio, condannandolo a 18 anni di prigionia.

## Biografia
Nato in Marocco da una famiglia ebraica ortodossa della città di Marrakech, emigrò in Israele con i parenti nel 1963. Fin da giovane fu un attivista contro la guerra e per i diritti di palestinesi e arabo-israeliani. Venne assunto come tecnico nucleare a Dimona nel 1976. Convertito al cristianesimo, divenne membro della Chiesa anglicana australiana, assumendo, per il battesimo, il nome di John Crossman.
Nel marzo 1984, contribuì alla formazione del gruppo di sinistra radicale Campus, insieme a cinque studenti arabi israeliani e quattro ebrei. Fece conoscenza con numerosi studenti arabi, inclusi attivisti simpatizzanti dell'Organizzazione per la Liberazione della Palestina. Vanunu fu affiliato anche al Movimento per il progresso della pace. Sviluppò un particolare risentimento per quello che considerava il dominio della società israeliana da parte degli ebrei aschenaziti, di origine europea, e per la percepita discriminazione contro gli ebrei mizrahi originari del Medio Oriente e del Maghreb. Si sentiva disprezzato da coloro che gestivano la struttura di Dimona a causa della sua origine marocchina. I sentimenti anti-aschenaziti di Vanunu si trasformarono in sentimenti anti-israeliani, e divenne un fervido sostenitore degli studenti arabi nel campus e della causa palestinese.
Nel 1986 rivelò al Sunday Times l'esistenza di un piano segreto di armamento nucleare da parte dello Stato di Israele, che all'epoca avrebbe posseduto 220 testate nucleari, tra 200 bombe atomiche più il materiale sufficiente per realizzare 20 bombe all'idrogeno. All'epoca lavorava alla centrale nucleare di Dimona, che ufficialmente doveva essere solo un luogo di produzione di energia nucleare a scopo civile. La sua rivelazione pubblica di segreti di Stato – motivata dal fatto di essere contrario alla proliferazione di armi nucleari e di essere un pacifista – è stata considerata pericolosa dal governo di Israele, poiché esporrebbe il Paese alle minacce dei suoi nemici. Il Mossad, non potendo Israele chiedere l'estradizione, considerò precedentemente anche l'ipotesi di ucciderlo extragiudizialmente, ma l'allora direttore decise di non procedere perché Vanunu era anch'egli ebreo, decidendo così per una extraordinary rendition.
Dopo aver rivelato segreti nucleari e consegnato fotografie al Sunday Times, viaggiò per l'Europa in compagnia di un'amica. Intanto venne deciso di sequestrarlo a Roma nel 1986, ad opera di agenti segreti israeliani, una dei quali, Cheryl Ben Tov, americana con passaporto israeliano, si era fatta passare per una turista di nome Cindy e aveva da poco iniziato una relazione sentimentale con Vanunu, come parte di un piano prestabilito. Per attirare il tecnico nucleare da Londra a Roma (poiché il Mossad non voleva problemi con il governo inglese, e per sottrarlo inoltre alla protezione delle guardie del corpo pagate dal Sunday Times per proteggere il suo informatore), gli diede appuntamento in un albergo della capitale italiana per una vacanza, dove però lo aspettavano altri tre agenti israeliani che lo aggredirono e lo drogarono; venne quindi trasferito in Israele all'interno di una grossa valigia, e, una volta atterrati a Tel Aviv venne subito arrestato dalla polizia israeliana, imprigionato e accusato di tradimento e spionaggio.
Durante il trasporto in carcere, riuscì a far fotografare dalla stampa la sua mano appoggiata al vetro della macchina della polizia, con sopra scritte informazioni su quanto gli era accaduto. Venne difeso dall'avvocato Avigdor Feldman, esperto di diritti civili, ma fu giudicato a porte chiuse e condannato a 18 anni di carcere che scontò ad Ashkelon, 11 dei quali passati in completo isolamento e, secondo la sua testimonianza, sottoposto a torture psicologiche e trattamenti inumani, affermando di aver subito tentativi di lavaggio del cervello. Egli rifiutò, come atti di nonviolenza e resistenza passiva, di rivolgere la parola alle guardie e ai membri dello Shin Bet in lingua ebraica (ma solo in lingua inglese), di leggere quotidiani israeliani che non fossero scritti in inglese e di guardare programmi televisivi che non fossero della BBC; rifiutò anche un trattamento psichiatrico.

### Rilascio e nuovi problemi
Uscito di prigione il 21 aprile 2004, per scontare gli ultimi mesi in libertà vigilata, nonostante avesse quasi scontato l'intera pena è stato comunque sottoposto dalle autorità israeliane a notevoli restrizioni della libertà a tempo indeterminato; in particolare:
- non può avere contatti con cittadini di altri paesi che non siano Israele, senza autorizzazione del Ministero dell'interno
- non può avvicinarsi ad ambasciate e consolati
- non può possedere un telefono cellulare
- non può accedere a Internet
- non può rilasciare interviste
- non può lasciare lo Stato di Israele (restrizione valida all'inizio solo per un anno, venne da allora prorogata e rinnovata annualmente)

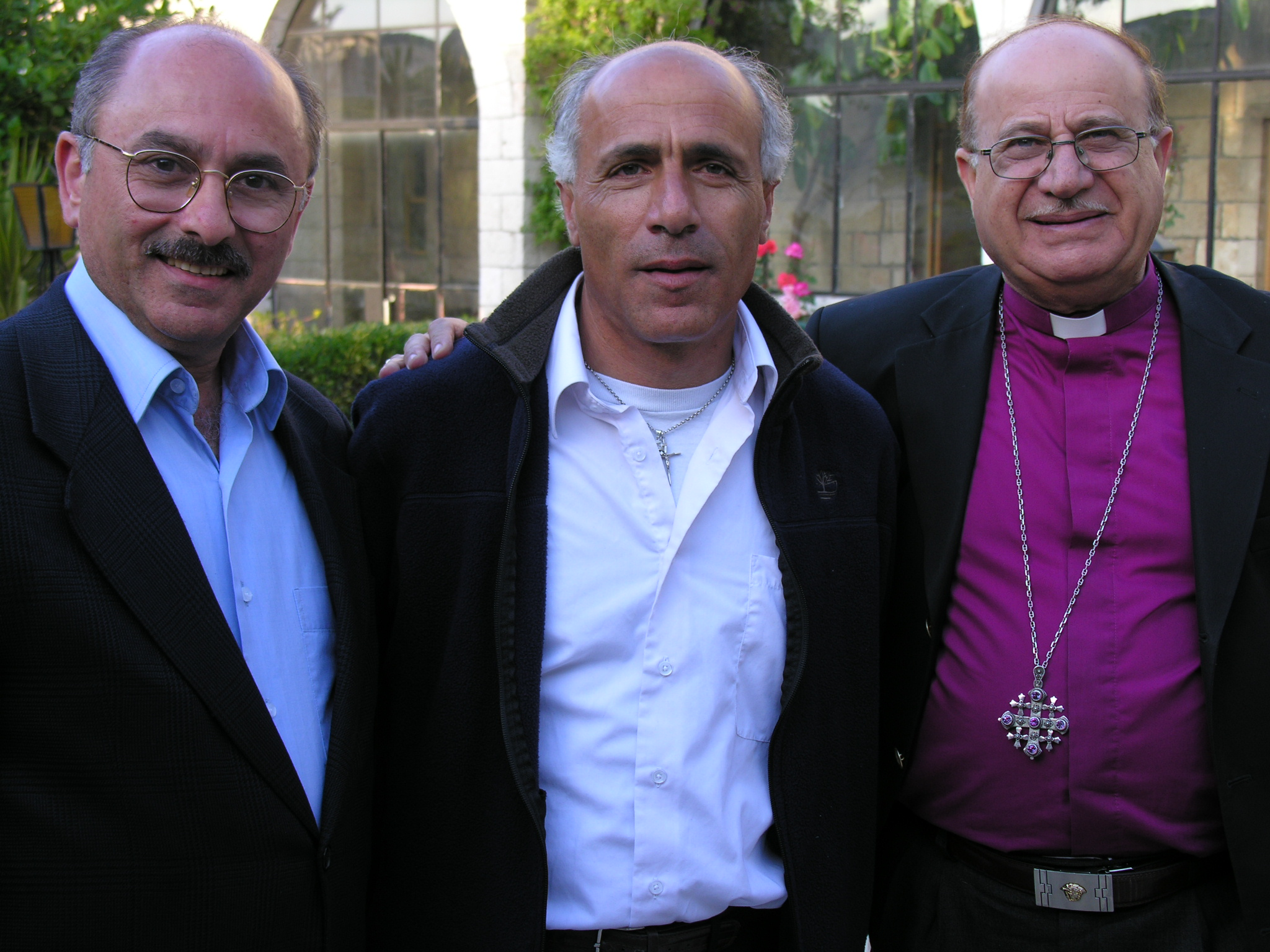
Vanunu con Ali Kazak, e il vescovo Riah Abu Assal (Gerusalemme, 2005)

Poco dopo il rilascio, ha partecipato, tra le contestazioni, ad un incontro organizzato dal Partito Comunista di Israele. Vanunu in un'intervista soggetta a censura, ha rivelato a Jeff Heinrich del Montreal Gazette che il proprio sogno era emigrare in Canada. Ha inoltre protestato contro i governi israeliano, britannico e italiano del 1986 per il suo rapimento da parte del Mossad, in particolare per l'archiviazione come "finto sequestro" o "messinscena" del caso, decisa frettolosamente dal sostituto procuratore aggiunto Domenico Sica, considerato vicino a Giulio Andreotti. Vanunu è considerato da Amnesty International come un prigioniero e un perseguitato politico e gli è stato attribuito lo status di prigioniero di coscienza.
Nell'estate del 2007 Vanunu è stato condannato a sei mesi di reclusione dal tribunale per la pace di Gerusalemme, decisione presa dal giudice Yoel Tzur. Accusato di aver violato la libertà vigilata, l'ex tecnico tornò quindi in carcere. La condanna arrivò in seguito a un tentativo di uscire da Israele per andare in Cisgiordania (che è in gran parte sotto controllo e occupazione israeliana). Nel 2008 è stato rilasciato, sempre in libertà vigilata, per essere poi arrestato brevemente nel 2010, trattenuto per alcuni mesi, per aver violato alcuni termini dell'accordo (frequentare cittadini stranieri, avendo conosciuto la sua futura moglie norvegese nel 2009).
La Corte Suprema ha respinto la sua richiesta di poter lasciare Israele nel 2011. Ha tentato di rinunciare alla cittadinanza israeliana nel 2012 e di chiedere asilo politico in Norvegia, paese che gli offrì la cittadinanza. L'Università di Glasgow, in Scozia, lo ha nominato rettore ad honorem nel 2004, tramite elezione diretta da parte degli studenti immatricolati, onde poter favorire un suo eventuale espatrio. Nel giugno 2014 è stato invitato a Londra da Amnesty International, ma gli è stato nuovamente negato il passaporto e il permesso di lasciare Israele. Nel 2015 ha sposato la sua compagna, la docente di teologia norvegese Kristin Joachimsen.
Antisionista e sostenitore di uno Stato unico laico, ha dichiarato inoltre: «Non abbiamo bisogno di uno Stato ebraico. C'è bisogno che vi sia uno Stato palestinese». Dal suo rilascio Vanunu, che è stato anche candidato più volte al Premio Nobel per la pace (anche se ha chiesto di non essere messo nella stessa lista con Shimon Peres, che ritiene responsabile del suo sequestro) per molti anni dal 1987 in poi, risiede in un immobile di proprietà del vescovo anglicano di Gerusalemme, attiguo alla cattedrale anglicana di St. George.
Nel 2016 è stato nuovamente rinviato a processo per aver incontrato due cittadini statunitensi nel 2013, per aver rilasciato un’intervista all'emittente televisiva israeliana Channel 2 (nel settembre 2015, e già sanzionato all'epoca con una settimana di arresti domiciliari e il nuovo divieto di usare internet e parlare con giornalisti) e per aver cambiato residenza, traslocando da un appartamento all'altro dello stesso edificio, senza avvisare la polizia. Secondo il quotidiano The Times of Israel, l’intervista era stata approvata dalla censura militare prima di essere trasmessa.
A partire dagli anni 2010 gli è stato concesso di utilizzare occasionalmente i social media con limitazioni e sotto controllo.

## Scritti
- Ha scritto le poesie I am your spy (1987), The Agent Who Didn't Come Back From the Cold (1995, in una lettera all'attrice Emma Thompson), Buried Alive e Hiroshima - 50 years (1995)[18]

## Onorificenze e premi
- Right Livelihood Award - 1987
- LennonOno Grant for Peace - 2004
- Peace Prize of the Norwegian People - 2005
- Carl von Ossietzky Medal - 2010